# Pin Parbati La
Der Pin Parbati La ist ein Hochgebirgspass im indischen Bundesstaat Himachal Pradesh.
Über den Pin Parbati La führt eine 110 km lange 11-tägige Trekking-Route vom Oberlauf des Parbati im Westen zur Quellregion des Pin im Osten. Der Pass hat eine Höhe von 5319 m und überquert den Himalaya-Hauptkamm. Der Pass ist vergletschert. Juli bis September ist die beste Zeit für eine Trekkingtour.
Die erste bekannte Überquerung des Gebirgspasses fand im August 1884 durch Sir Louis Dane statt, der eine alternative Route ins Spitital erkundete.